# 堀田陽一
堀田 陽一（ほった よういち、6月30日 - ）は、日本の長野県茅野市出身の作曲家、作詞家、編曲家、キーボーディスト、プログラマー、サウンドディレクター･プロデューサー。いくつかの名義で活動を行っている。現在、hotta（ホッタ）名義でi-nos（アイノス）という音楽ユニットを中心に活動中。

## 概要
幼少の頃作曲に目覚め、その後坂本龍一関連の音楽に影響を受ける。
中学生の頃、音楽の教師よりシンセサイザー、KORG MS-20を譲り受け、その道を目指すことになる。
MS-20は和音の出ないモノフォニックタイプだった為、ポリフォニックシンセサイザーRoland JUNO-106を手に入れ、徐々に電子音楽のノウハウを取得。学園祭ではオープニングテーマやジングル等の制作、音響エンジニア関係も一手に引き受ける。
いくつかの全国大会に出場した高校生バンドEF-LAME（エフレイム）の活動をきっかけに上京。後にメンバーチェンジ等によりCASANOVA（カサノヴァ）へ改名。小幡英之等、その業界で活躍する共演者とのコラボレーションが増え、多方面に力を付けていくことになる。
同じ頃、ビーイング系アーティスト等のサポートをこなしており、七緒香（B'z/ 松本孝弘プロデュース）のプロモーションビデオ（PV）では本人もプレーヤーとして参加。
映画、舞台、映像、CM、ジングル、効果音、スポーツ等、多方面の音楽制作に携わっている。
女優で歌手の岡崎友紀が、倒産したタレント養成所の生徒を引き受け結成した劇団、‘NEWS’の舞台音楽を専属担当。
音楽専門学校のサウンドディレクターも勤めていた経緯がある。
オムニバスアルバムへの、参加者全員が歌う楽曲提供とプロデュースを行っており、多大な影響を及ぼした。
自身がイニシアチブをとる女性ボーカルユニットについてはRadic（ラディック）というユニット名で活動を続け、ボーカルを変えつつ現在のi-nosに至る。
現在活動中の音楽ユニットi-nosはhottaによるプロジェクトユニットで、当時学生だった綾をボーカルとして選抜、2009年2月4日発表の2ndアルバムからメジャーとしての流通を果たした。コンポーザーとして楽曲におけるサウンド全般の構築、プロデュースもhotta本人が行っている。
いくつかの名義において楽曲提供を行っている。